# Scalenus drescheri
Scalenus drescheri är en skalbaggsart som först beskrevs av Fisher 1936.  Scalenus drescheri ingår i släktet Scalenus och familjen långhorningar.
Artens utbredningsområde är Laos. Inga underarter finns listade i Catalogue of Life.